# Iwan Biełyszew
Iwan Pietrowicz Biełyszew (ros. Ива́н Петро́вич Бе́лышев; ur. 30 czerwca 1894, zm. 23 lutego 1942, Leningrad, ZSRR) – rosyjski i radziecki pisarz, poeta, autor opowiadań i bajek dla dzieci.

## Wybrana twórczość
- Uparty kotek[1] / Bajka o upartym kotku[2][3] (ros. Упрямый котенок)[4]

## Adaptacje filmowe
- 1954: Nieposłuszny kotek – radziecki film animowany z 1953 roku w reżyserii Mstisława Paszczenko